# 増田健人
増田 健人（ますだ けんと、1991年 - ）は、兵庫県出身のソフトテニス選手。2018アジア競技大会日本代表。2023年度よりソフトテニスナショナルチームコーチに就任。

## 来歴
兵庫県出身。三重高校ー同志社大学ー和歌山県庁

## 四大国際大会戦績
- 2013東アジア競技大会　国別対抗金メダル　ミックスダブルスベスト8
- 2015世界ソフトテニス選手権　ダブルス銅メダル（増田健人・船水颯人）　国別対抗戦金メダル
- 2016アジアソフトテニス選手権　シングルスベスト8　国別対抗戦金メダル
- 2018アジア競技大会　国別対抗戦銀メダル　ミックスダブルスベスト8

### 国際大会戦績（四大大会以外）
- 2010中山盃国際大会　シングルス優勝

## 主な戦績
- 2017全日本ソフトテニス選手権大会　ベスト8
- 2014全日本ソフトテニス選手権大会　準優勝
- 2012全日本ソフトテニス選手権大会　ベスト8

- 2017全日本シングルスソフトテニス選手権大会　第三位
- 2016全日本シングルスソフトテニス選手権大会　優勝
- 2014全日本シングルスソフトテニス選手権大会　ベスト8
- 2013全日本シングルスソフトテニス選手権大会　準優勝
- 2012全日本シングルスソフトテニス選手権大会　優勝

- 2017全日本インドア　優勝